# 粟田哲夫
粟田 哲夫（あわた てつお、1937年 - ）は、日本の画家。岐阜県土岐郡笠原町（現多治見市）出身。岐阜県大垣市のシューニャ美術館を運営し、自らの作品を展示している。

## 来歴
- 1937年 - 岐阜県土岐郡笠原町（現多治見市）に生まれる[1]。
- 1959年 - 岐阜大学学芸学部美術工芸科を卒業[1]。
- 1962年-1981年 - 毎年銀座の櫟画廊で個展を開く[1]。
- 2001年3月1日 - シューニャ美術館をオープン[1]。